# Chessy (Sekwana i Marna)
Chessy – miejscowość i gmina we Francji, w regionie Île-de-France, w departamencie Sekwana i Marna.
Według danych na rok 1990 gminę zamieszkiwały 1124 osoby, a gęstość zaludnienia wynosiła 196 osób/km² (wśród 1287 gmin regionu Île-de-France Chessy plasuje się na 604. miejscu pod względem liczby ludności, natomiast pod względem powierzchni na miejscu 627.).